# كولن بريان
كولن بريان (بالإنجليزية: Colin Bryan)‏ هو شخصية أعمال بريطاني، ولد في 1948 في إنجلترا في المملكة المتحدة.